# 1957 Angara
Angara (asteroide 1957) é um asteroide da cintura principal, a 2,8209245 UA. Possui uma excentricidade de 0,0620555 e um período orbital de 1 905,08 dias (5,22 anos).
Angara tem uma velocidade orbital média de 17,17455793 km/s e uma inclinação de 11,19323º.
Esse asteroide foi descoberto em 1 de Abril de 1970 por Lyudmila Chernykh.